# Per Johansson (fackordförande)
Per Johansson, född 28 juni 1960 i Arbrå, Hälsingland, är en svensk pendeltågsförare. Johansson blev som tunnelbaneförare hos Connex i Stockholm fackligt engagerat i SEKO-klubben, Klubb 119.
Som klubbordförande var han stridbar; bland annat drev han frågor kring säkerheten för personal och passagerare i tunnelbanan. Han avskedades av Connex 6 oktober 2005 på grund av nedvärderande uttalanden och aggressivt uppträdande mot kollegor och arbetsledning. Connex menade också att Johansson varit illojal, vilket enligt kritiker syftade på att han gått ut i media med brister i säkerhet orsakade av bristande underhåll på vagnarna. Klubb 119 har även hela tiden varit emot privatiseringen av Stockholms tunnelbana. Avskedandet prövades i Arbetsdomstolen som fann att avskedandet hade saklig grund. Per Johansson arbetar numera som pendeltågsförare i Stockholm.
Per Johansson har beslutat att driva fallet till Europadomstolen för att pröva om hans yttrandefrihet har blivit kränkt.
Jan Hammarlund har skrivit en sång om Per Johanssons kamp, med titeln "Arbetarhjälten i tunnelbanan".